# Понишавље
Понишавље је композитна долина и шире географско подручје лоцирано уз реку Нишаву, на њеном току кроз Србију и Бугарску. Понишавље је као део источне Србије и Западне Бугарске познато по изванредно повољном географском положају. Кроз овај простор, вековима је водила важна саобраћајна спона између исток и запада Балкана. Њом су почев од праисторије, па преко Римског (путем Via Militaris) и Осмалијског царства (путем  Цариградског друма/Стамбул ђол), све до данашњег савременог Коридора 10, кроз Србију и Бугарску, долином Нишаве пролазили каравани, војске, туристи, авантуристи, дипломате и други. Тако су поред тока Нишаве, са њене обе стране, све до простора где се њена долина спаја и прожима са долином Јужне Мораве, у континуитету настањивали бројни народи више миленијума уназад.

## Положај и пространство
Понишавље (које као што и само име ове регије каже), непосредно прати ток реке Нишаве, и простире се правцем исток—запад у дужини од 218 km и ширини од 0,5 km до 10 km. На територији Бугарске дужина Понишавља је 67 km, мерено од извора Нишаве испод врха Ком на Старој планини) до државне границе са Србијом. У Србији Понишавље се простире у дужини од 151 km, кроз њену Јужну и источну област, почев од државне границе са Бугарском па све до ушћа Нишаве у Јужну Мораву.

## Историја
Понишавље је од најранијих времена представљала једну од најважнијих спона између Европе са једне и Азије и Африке са друге стране одакле су у старим епохама долазили најважнији утицају и импулси за развоја друштвених културих и економских односа. Кроз њега су пролазили главни магистрални европски правци на Балкану, почев од тзв. „вија милитарис“ у периоду Рима и Византије, „цариградског друма“ у средњовековном периоду у доба Османлија до трансевропског ауто-пута Е75 и његове источне гране Е80 у 21. веку, који Понишавље чине раскрсницом Европе са Малом Азијом и Црноморског подручја са Медитераном.
Зато се трагови материјалне културе на простору Понишавља могу пратити од праисторије, преко Рима и Византије, до поствизантијског периода.
Понишавље, односно област око реке Нишаве од њеног извора до Сићевачке клисуре, налазила се у саставу Епархије ремезијанске. Кроз ову територију пролазио је изузетно важан пут за целу Римску империју – Via Militaris, што је, између осталог, условило и појаву и развој многих насеља и утврђења у Понишављу. Најзначајније и најбоље испитано насеље јесте Ремезијана – епископско седиште ове епархије. Ремезијана се налазила на месту данашње Беле Паланке, на обали Нишаве, између Ниша и Пирота. По археолошким налазима, на тлу Ремезијане постојало је насеље још у гвоздено доба, а у
археолошким истраживањима овог краја пронађени су, из предримског периода, накит урађен према грчком узору или увезен из Грчке (локалитет Моклиште) и спирална наруквица из Вете. Нешто више о предримском насељу на тлу Беле Паланке није познато. На тлу Ремезијане у време цара Трајана, у 2. веку, формиран је војни логор – каструм. који је био зачетак каснијег значајног урбаног центра. На темељу овог каструма, захваљујући привредном потенцијалу подручја, развило се, касноантичко урбано насеље које до 4. века прерасло у прави град, са свим особинама и јавним објектима карактеристичним за градове Римског царства. Ремезијана је, наиме, била управно средиште рудничке области у Понишављу које је због свог значаја било директно подређено цару. Тако ће ова област, иако у непосредној близини великих градских центара Наиса и Сардике, Rеgiо Rеmеsiаnеnsis бити самостална област која ће, са христијанизацијом, добити и свог епископа.
Поред тога што се у географском погледу Понишавље „одликује великом затвореношћу природних веза са околним областима“, кроз историју она је била врло често и простор преко кога се протезала нека граница (етничког или административног карактера) великих држава и царстава, или је била „квази гранично подручје“ малих кратковечних државица, „које су у ствари представља синдром Балкана“.
У периоду обнављања Другог бугарског царства између Србије и Бугарске са променљивим пространством на овом простору постојала је жупа Дендра, а затим Видинско деспотство чији ће представници династија бити српског порекла из колена жупана Десе. Понишавље ће, са променљивим обимом, бити у границама ове жупе и деспотства. Деса од средине 12. века била је пространа и богата област у суседству Ниша (на раскршћу путева Средац – Ниш и Београд – Солун.
| „ | Доста се расправљало о томе да је то Нишавска област, или да је то предео јужно од Ниша, па и да је то Шумадија. Дакле, постоји већи број мишљења о простору који захвата област Дендра. Овде се приклањамо мишљењу да је то велика област источно од Ниша (можда од Дунава на северу до трнске области на југу, на истоку све до иза Старе планине, а на западу све до Велике и Јужне Мораве. Дакле области Дендра свакако припада и ...Понишавље. | ” |

У наредним периодима Понишавље припада Душановој српској држави, све док, након 1338—1386. године, Османлије нису освојиле Понишавље.
У периоду владавине српских средњовековних владара положај Понишавља био је врло неповољан.
| „ | Са једне стране, је постојала вековна оријентација властеле ка центру ондашњег царства – Цариграду и југу, углавном преко Македоније, а са друге, важан правац Нишавском долином увек је водио војске на Србију било на директан, било на алтернативни ударац. То је доприносило нестабилности и несигурности подручја и онемогућавало његов развој. | ” |

## Понишавље на територији Бугарске
Нишава настаје у западној Бугарској, на Старој планина (источно од врха Ком) код села Гинци, као Гинска река,  близу границе са Србијом. У Србију улази након 67 километара тока кроз Бугарску без примања већих притока.
Пошто протиче кроз Гинци, горњи ток реке Нишаве, који се налази у Општини Годеч у Софијској области, познат је као Гинска река. Заједно, Гинска река и Врбница су саставнице Нишаве. Међутим како је Гинска река по дужини и по површини слива и водоносности, већа и значајнија од Врбнице, она се рачуна као изворишни крак Нишаве. Овај крак Нишаве тече на југ, а затим нагло скреће на запад у Годечки котлић, пролазећи кроз Разбоиште, након чега формира клисуру. Излазећи из клисуре, стиже до Калотине, главног граничног прелаза на бугарско-српској граници, и наставља на запад ка Србији.

## Понишавље на територији Србије
Горње Понишавље
Простор горњег Понишавља припада централној зони Балканског полуострва. Налази се на Југоистоку Србије и представља мезорегију, обзиром да на овој локацији владају готово исти природни услови. Са истока регион се граничи са Бугарском, са југа Власини, са запада и северозапада средњим Понишавља и са севера Тимочке заглавком. Границама су обухваћени делови Старе планине, Суве планине и Родопске масе и следећи предели: Висок, Забрне, Бурел, Дерекуа, Барје, Лужница и Знепоља.
Средње Понишавље
Средње Понишавље је сложена геоморфолошка целина коју чине:
- Белопаланачка котлина, дугачка 22 km, а највећом ширином која јој је 4 km.
- Коритничка котлина, дугачка 18 km и по својим одликама је типичан представник корутине (изузимајући ерозивно Мокранско проширење).
- Изворишни облук Црвене реке.

Средње Понишавље узводно је од Ђурђевопољске котлине (дугачка 8 km) одвојена кратком (1,5 km) сутеском Св. Оца, а низводно од Островичке котлине релативно дугачком и великом Сићевачком клисуром (17 km). Од Лужничке котлине Средње Понишавље одвојено је Бежишким ждрелом. Овако омеђена област средњег Понишавља има површину од 516 km².
Доње Понишавље

## Географске карактеристике
Балкански планински систем који се пружа у правцу запад-исток кроз источну Србију и Бугарску и спушта према Црном мору. Оне одвајају северну Бугарску од јужне и западно Подунавље у Бугарској од долине Мораве, а са Јужним Карпатима у великом луку обухватају низије доњег Дунава: Влашку, северну Бугарску и Добруџу.
Већим делом у морфолошком погледу шири простор Нишавске долине представљају блага и широка била, испресецана речним долинама. Овој групи планина у Србији припадају: Сврљишке (1.334 m), Озрен (1.174 m), Девица (1.187 m), Тресибаба (786 m), Сува (1.809 m) и Стара планина (Миџор, 2.168 m – највиши врх уже Србије), између којих су Димитровградска, Белопаланачка и Пиротска котлина у долини
Нишаве, у долини реке Нишаве (испуњене неогеним седиментима).
Јужно од Нишаве су кречњачки венци Суве планине, у чијем је јужном делу крашка површ Валожја (1.4001.500 m), са вртачама, увалама, јамама и сувим долинама. Источно од Нишаве је Стара планина а северно Сврљишке планине, са лесним заравнима, које су рашчлањене рекама.

## Геолошка прошлост
Понишавље, као део нишавска долина представља саставни део маркантне Нишавско-маричке удолине. Река Нишава која протиче тереном који садржи минералне материјале различитих физичких својстава (првенствено чврстоће), образована је као сложена или композитна долина.
Тако су у њеном току настале димитровградска, пиротска, белопаланачка, островичка нишка долина, радом сила речне ерозије, као и тектонским покретима. Отуд је Понишавље и полигенетско. Јанковић посебно истиче у „Историји развитка нишавске долине” да Нишавска долина представља, најбољи пример полигенетске долине у сложеној долини Нишаве, са геоморфолошким одликама посебне области.
По својој широј припадности и мезо-физиогеографском положају Понишавље припада интрабалканском низу котлина. Тај низ котлина почиње Софијском котлином на истоку и настављајући се преко Димитровградске, Пиротске Ђурђевопољске и Белопаланачке котлине, завршава се Нишком котлином, као последњом интрабалканском котлином на Западу.
Основни облик шире области Понишавља створен је тектонским процесима који су генерално утицали и на физиономију рељефа. На данашњи изглед су утицали и накнадни процеси језерске абразије и акумулације, флувијални процеси и крашке ерозије. У Ветанској корутини су присутни и флувио – денудациони процеси и механичко распадање стена, а постоје претпоставке и о утицају глацијалног феномена.
| Фазе језерског периода развоја пиротске долине | |
| Језерске фазе                                  | Карактеристике језерских фаза |
| Прва                                           | У најстаријој језерској фази површина језера достигла је висину од 830 метара у односу на данашњу надморску висину. У првој фази Нишавско језеро је веома широким комуникацијама повезано са моравским, заплањским и сврљишким базеном. Из воде као острва штрче доминантни врхови Суве планине (Трем, Голаш и део Валожја), затим Шљивовички врх, Рињске планине (са Плешом) и Орљански камен. После дужег мировања при крају фазе наступило је доба интензивних тектонских покрета, који су изменили конфигурацију језерског дна и изазвали релативно брзо спуштање новог нивоа са 830 на 610 метара. |
| Друга                                          | Ову језерску фазу карактерише смиривањем покрета, и пад висине воде, што је повећало копнене површине. При самом крају фазе поново је дошло до великих покрета, па је ниво језера сишао на 500 метара. У овој фази дошло је и до главног издизања пречага између басена, тако да се (у првој фази поменута) острва, повећавају и повезују са Белавом, а Сврљишке планине са Пајешким каменом, а Шљивовички врх са залеђем ка Столу. Тиме су обележене контуре данашњих котлина на простору Југоисточне Србије.                                                                                          |
| Трећа                                          | У последњој језерској фази некада велико језеро распало се у четири мања, која су испунила Нишку и суседне котлине. Нишко језеро изгледало је тада као залив већег језера, које је заузимало лесковачко-алексиначко Поморавље. Јаки тектонски покрети јавили су се и на крају ове фазе, која припада горњем плиоцену. Ови тектонски покрети изазвали су промене у висинама земљишта, због чега је наступило брзо отицање језера и формирање плиоценске Нишаве. Планински масиви добијају своје контуре, а језера се задржавају и чини данашњи простор Пиротске котлине.                                 |

Језерски облици у Понишављу сачувани су само местимично у траговима, као серија абразионих тераса на ободу њених котлине и на висинама изнад 570 m, односно 600 m. Крајем плиоцена језерску фазу смењује флувијална. На језерском дну формира се дренажна мрежа, претеча Нишаве, која је на том простору усекла серију тераса. Тако су након језерске фазе флувијални процес преузели главну улогу у морфолошком обликовању Пиротске котлине као једног од напуштених језерских басена Србије.
У току морфолошке еволуције рељефа, од почетка неогена до данас, развој геоморфолошких процеса на простору Понишавља контролисан је климатским променама и неотектонским покретима. На језерском дну таложио се и материјал који су бујице носиле са околних терена. Он се јављао у виду праслојка и сочива. Због тога није дошло до стварања јединственог водонаносног хоризонта
Како се терен Понишавља налази, углавном, под утицајем умерено-континенталне климе, чије су главне карактеристике топла лета и хладне зиме са довољним и релативно правилним распоредном падавина током године, флувијални процес са, јачим или слабијим интензитетом, константно се одвија и данас, са појачаном ерозијом у вишим деловима терена, односно акумулацијом у нижим.

## Хидрографија
Природни, физичко-географски услови за појаву хидрографских објеката Понишављу веома су различити. Горње и средње Понишавље представљају најкршевитију област у источној Србији, са ерозивним басенима у источној зони млађих веначних планина. Те разлике су највеће у геолошком саставу, хидрогеолошким особинама стена и тектонским односима, затим, тектонском и ерозивном рељефу и његовој вертикалној рашчлањености, површинским и подземним водама, климатским приликама и заступљености тла и вегетације.

## Клима
Клима Понишавља може се описати као умерено-континентална са мање или више израженим локалним карактеристикама. Просторна расподела параметара климе условљена је географским положајем, рељефом и локалним утицајем, као резултатом комбинације рељефа, расподеле ваздушног притиска већих размера, експозицијом терена, присуством речних система, вегетацијом, урбанизацијом итд.
Због висинске разлике између највише и најниже тачке у рељефу Понишавља која износи 1.799 m изражене су значајне климатске разлике. У нижим деловима клима је умерено континентална а на планинама субпланинска и планинска. Субпланинска клима се јавља на висинама од 600 до 1.200 метара постепено прелази у планинску.

## Становништво
Најстарији народ чије се име спомиње у изворима односно за који се, са великом сигурношћу, може рећи да је обитавао на простору Понишавља су Дарданци. Међутим, у том периоду, пре доласка Римљана, етничка слика је била веома комплексна. Ту су наиме живели Келти, Илири и Трачани, те су етимолози у језицима тих народа управо и тражили порекло имена градова Понишавља.
Доласком римских војника, број становника у Понишављу се повећава. На основу расположивих података, сасвим је извесно да се већи прилив становништва, десио на прелазу из старе у нову еру (отприлике од 27. године п. н. е. до 14. године н.е.) у време римског цара Августа (63. п. н. е.— 14. н.е.). У то време постојали су бројни војни логори дуж трасе Via millitaris-а, а антички Наис је тада представљао јако војничко, економско и културно средиште читаве области.

### Развој Хришћанства као доминантне вере у Понишављу
Хришћанство се, у Понишављу, као и на тлу Балкана јавило већ у првим вековима. Нема сумње да је тако било и у Ремезијани и читавој ремизијанској регији, имајући у виду да је овај град био на важном и веома прометном путу који је спајао Наис и Сардику и даље, Запад и Исток Римског царства.
Хришћанство је у то време преношено директно, „вера се преноси непосредним контактом, када крштени муж о вери говори својој још некрштеној жени, роб своме господару, господар слугама, трговци купцима, а лекари болесницима, како нам сведочи пример лекара Александра из Лиона, према светом Иринеју Лионском”.
Први помен ремезијанског епископа датира из 366. године, у писму Герминија епископа Сирмијумског, где је Свети Никита наведен као адресант овога писма упућеног епископима провинције. Да ли је и пре ове године, и када, постојала Епископија ремезијанска, за сада није познато.
Област Дакије своју стабилну црквену организацију добија вероватно у време Светог цара Константина, после Првог васељенског сабора, када престају непрекидна гоњења хришћана од стране римске власти.
Тада имамо прве помене епископа Дакије, изузев Протогена Сардичког, који се први пут помиње 316. године, и то Киријака епископа Наиса пре 343. године, Никите епископа Ремезијане 366. године, Евангелуса епископа Пауталије, 516. године, Павлина епископа Ратијарије 340. године и Виталија епископа Акве 343. године.
Разлог установљења Ремезијане као епископског седишта, с обзиром на близину великих центара Наиса и Сардике (од Наиса до Ремезијане растојање је износило око 35 km) треба тражити у привредном значају рударске области чије је управно средиште била Ремезијана. Ради брже и лакше христијанизације некрштеног домородачког становништва и досељених рудара – Беса и осталих, а самим тим и учвршћења државне власти, оснива се епархија на чије се чело поставља млади и енергични епископ Никита.
На развој хришћанства у Понишављу указује изузетно великог броја ранохришћанских цркава, и пронађени литургијски и црквени предмети из истог периода. Како, нажалост, организованих археолошких истраживања на овим просторима, изузев Ремезијане, скоро да није ни било, многи предмети су или
нестали, или постали плен „дивљих“ археолога.

## Привреда
Развој привреде Понишавља датира још из периода Ремезијане у римском периоду, када је он био веома брз и силовит. Због важног стратешког положаја (наиме, Понишавље се налазила на значајном путу „Viа Militаris” који је спајао Сингидунум и Сардику, или западни и источни Балкан; и било је затим на увек немирној, источној граници Римског царства). На тлу Ремезијане је у 2. веку, у време цара Трајана, формиран војни логор – каструм. То је био зачетак каснијег значајног урбаног центра Понишавља. На темељу овог каструма развија се, захваљујући привредном потенцијалу подручја, касноантичко урбано насеље које до 4. века прераста у прави град, са свим особинама и јавним објектима карактеристичним за градове Римског царства.
Ремезијана је, наиме, била управно средиште рудничке области а развоју области је, поред рударства, погодовао и миран период римске владавине на Балкану који је трајао до 4. века, односно до упада Гота.
Рударска област – rеgiо Rеmеsiаnеnsis обухватала је простор јужно и северно од реке Нишаве, почев од њеног извора до Сићевачке клисуре, и сав данашњи Пчињски округ. На северу границу су чинили обронци Сврљишких планина, на истоку граница између провинција Мезије и Тракије, на југу вододелница Пчиње и Криве реке, а на западу се граница пружала преко планине Кукавице и Суве планине, паралелно са важном
саобраћајницом званом Латински пут. Област је била препуна рудника и рудних налазишта, а многи од њих су били активни и пре доласка Римљана, у гвоздено и бронзано доба.

## Саобраћај
На основу географских одлика Понишавља и бројних археолошких податка поуздано се зна да су главни правци, на овом простору били у употреби још у праисторијско доба. Понишавље због свог повољног географског положаја, одувек је било, а то је и данас, једна од важних европских комуникација, кроз које је пролази саобраћајна магистрала Балканског полуострва.
Саобраћај у периоду Римског царства
Пространу територију Понишавља у периоду римљана, која је захватала централне области провинције Горње Мезије, пресецали су важни путеви који су од Наиса, као полазне тачке Понишавља, полазили на исток (Naissus—Serdica), запад и југ (Naissus—Ulpiana—Lissus), север (Naissus-Viminacium—Singidunum), и североисток (Naissus-Ratiaria). Најстарији подаци о изградњи путева у овој провнцији откривени су и истражени у миљоказима на деоници Scupi-Ulpiana, који од средине III века све чешћи на путевима балканског полуострва, посебно на путу Naissus—Serdica и Viminacium—Naissus.
Уз ове магистралне путеве чија је изградња била од ширег, пре свега стратешког али и трговачког интереса, који су били у употреби већ од почетк 1. века, ако не и раније, постојале су и локалне саобраћјнице које су у свим правцима полазиле и завршавале се у Понишављу. Најважније су оне за 'Hammeum (Прокупље), Praesidium Pompei (Рутевац), Timacum Maius (Књажевац).
Траса магистралних и локалних путева била је подређена природним условима терена. За пут су се користиле долине реке Нишава, клисуре (Сићевачка...). Како су у постримском периоду средњовековни и модерни путеви грађени углавном на истој траси, остаци античких путева јако мало су сачувани.
Саобраћај у периоду Османлијског царства
Све до ослобођења од Турака Србија није имала добрих путева. Кроз Понишавље у том периоду водио је такозвани Цариградски друм, наследник старог римског пута Via militaris, који је имао међународни значај, уосталом као и данас. Водио је од Београда преко Гроцке, кроз Хасанпашину Паланку (Смедеревска Паланка), Јагодину, Ћуприју, Параћин, и Нишку котлину. Од Нишке котлине један је крак ишао за Скопље и Солун, а други за Софију и Цариград.
Остали путеви у Понишављу све до педесетих година 20. века били су „крчаници“, прилагођени пешачком и караванском саобраћају. Због тога су током јесени, зиме и пролећа били скоро неупотребљиви са колски саобраћај.
Саобраћај у 21. веку
У 21. веку мрежа путева у Понишављу дугачка је 391 km, а њену структуру чине: 9% магистралних путева, 23% регионалних путеви и 68% локалних путева. На овом простору укршта се шест важних саобраћајних правца, од којих пет имају шири регионални и међурегионални значај. То су следећи правци:
- Пут E75 Моравски саобраћајни правац – деоница (Мађарска) - Суботица - Нови Сад - Инђија - Београд - Појате - Ниш - Грделица - Мијатовац - (Македонија)
- Пут E80 Нишавски саобраћајни правац– деоница (Босна и Херцеговина) - Котроман - Пожега - Појате - Ниш - Градина - (Бугарска).
- Пут E771 Тимочки саобраћајни правац – деоница (Румунија) - Кладово - Зајечар - Ниш
- Пут E851 Топлички саобраћајни правац – деоница (Албанија) - Призрен - Приштина - Ниш
- Државни пут II реда бр. 134 Заплањски саобраћајни правац - деоница Ниш—Гаџин Хан — Боњинце са крацима ка Власотинцу и Бабушници.

Сви ови друмски саобраћајни правци, осим заплањског покривени су и мрежом железничког саобраћаја.
Ваздушни саобраћај се одвија преко аеродрома „Константин Велики“, лоцираног у северозападном делу Нишке котлина на око 4 km од центра Ниша.